# Aposta esportiva
Les apostes esportives són una activitat lúdica consistent en un pacte entre dues o més persones que arrisquen una quantitat de diners sobre el resultat d'un esdeveniment esportiu incert. Donat que els resultats esportius depenen de l'habilitat dels esportistes, i no de l'atzar, les apostes esportives es diferencien del jocs d'atzar.

## Classificació
Segons els jugadors, les proporcions apostades o el sistema emprat per creuar les apostes, podem classificar aquesta activitat en diversos grups:

## Aposta privada
Aposta que creuen els participants d'una competició esportiva entre ells. Es tracta d'un sistema que permet dotar d'un premi econòmic als vencedors d'un esdeveniment esportiu. Aquest tipus d'aposta era molt comú fins a principis del segle xx, però en l'actualitat es manté només en pocs esports: bitlles catalanes, billar, esports rurals bascs.

## Travesses esportives
Juguesca que els espectadors fan individualment a favor o en contra d'un i altre equip, o sobre qualsevol altre esdeveniment del partit (marcador abans del descans, nombre de gols...) En contraposició a l'aposta privada, els espectadors creuen les apostes a títol personal sense participar directament en la competició esportiva.
El fenomen de les travesses esportives està estretament lligat amb la probabilitat. L'apostador que arrisca uns diners amb l'ànim de guanyar apostarà per l'equip, el cavall o el llebrer favorits. Per tal de compensar les diferències entre els diferents rivals, i que els apostadors tinguin unes expectatives de guany equilibrades, les apostes tenen diferents cotitzacions segons la qualitat dels competidors. És a dir, com millor sigui un equip, més baixa serà la seva cotització.
Depenen del sistema de cotitzacions, podem trobar diferents tipus de travessa:

### Apostes a tant fix
Les apostes a tant fix són aquelles que es fan sobre un resultat, quedant determinada prèviament la quantitat que s'ha de guanyar.
- Apostes de contrapartida

Aposta que hom creua contra un corredor d'apostes professional. Les cases d'apostes proposen les cotitzacions segons un sistema matemàtic que els atorga un marge d'avantatge.
- Apostes creuades

A diferència de les travesses que es fan contra una casa d'apostes tradicional, la cotització de l'aposta creuada és consensuada entre dos jugadors. Als frontons de pilota basca és habitual que els espectadors facin aquest tipus de travessa per mediació d'un corredor que es queda amb un tant per cent del premi. Aquest tipus de travessa s'ha popularitzat recentment a través d'Internet. Algunes webs, com Betfair, permeten a apostadors d'arreu del món creuar les seves apostes entre ells.
- Handicap asiàtic

La ponderació de la cotització de les apostes no sempre depèn en el seu aspecte econòmic. Als partits de pilota valenciana, ambdós apostadors creuen la mateixa quantitat de diners, però sobre un diferencial de tantos. En aquest cas, el postor atorga un marge de tantos d'avantatge a qui vulgui apostar contra seu per un equip teòricament inferior. Per guanyar l'aposta, l'equip del postor ha de vèncer el partit amb aquell marge de tantos o més. L'encarregat de casar les travesses i vetllar pel bon funcionament de l'aposta rep el nom de marxador.

### Apostes mútues
Sistema de travesses multitudinari on els diners de totes les apostes van a parar a un fons comú que es reparteix entre els guanyadors de manera proporcional a la quantitat apostada per cada jugador. La cotització de l'aposta no és fixa, si no que varia a mesura que nous apostadors fan les seves apostes. Aquest és el sistema adoptat en la majoria d'hipòdroms i canòdroms d'arreu del món, o en el joc de la quiniela 

### Aposta Calcuta
A les curses de cavalls, sistema pel qual es subhasta el dret a apostar per un cavall en concret. Els diners recaptats entre tots els pujadors constitueixen el premi.

## Coeficients
Els coeficients per a diferents resultats en una aposta simple es presenten en format europeu (coeficients decimals), en format britànic (coeficients fraccionaris) o en format americà (coeficients de línia de diners). El format europeu (coeficients decimals) s'utilitza a l'Europa continental, el Canadà i Austràlia. Representen la relació del pagament complet respecte a l'aposta en format decimal. Un coeficient decimal de 2,00 és una aposta en paritat. El format britànic (coeficients fraccionaris) és utilitzat per cases d'apostes britàniques. És la relació entre la quantitat guanyada i l'aposta - el solidus "/" es pronuncia com "a"; per exemple, 7/1 és "set a un". Un coeficient fraccionari de 1/1 és una aposta en paritat. Els coeficients en format americà són la quantitat de guanys per una aposta del 100% en cas positiu i l'aposta necessària per a un guany del 100% en cas negatiu. Els coeficients als EUA, iguals a 100, són una aposta en paritat.
Als mercats asiàtics d'apostes, altres formats utilitzats sovint per expressar els coeficients inclouen formats de coeficients en estil hongkonguès, malaisi i indonesi. Els coeficients també es poden expressar sovint en termes de probabilitat implícita, que correspon a la probabilitat amb què l'esdeveniment considerat hauria de passar perquè l'aposta sigui a punt d'equilibri (de mitjana).
També hi ha moltes eines en línia per a la conversió automàtica entre aquests formats de coeficients.
Quan s'estableixen els coeficients, la casa d'apostes està subjecta a una sèrie de restriccions:
- La probabilitat implícita dels coeficients ha de ser superior a la probabilitat real de cada resultat possible per garantir un benefici esperat positiu.
- Si les apostes a cada resultat es fan en relació amb els coeficients implícits, es garanteix un benefici per a la casa d'apostes (balanç equilibrat).